# Marc Favreau
Pour les articles homonymes, voir Favreau.
Marc Favreau (Montréal, Québec (Canada), 9 novembre 1929 – Montréal, 17 décembre 2005) est un humoriste et comédien québécois.
Il est principalement connu pour son personnage de Sol, le clown clochard. Ses textes à la fois naïfs, poétiques et humoristiques sont connus du grand public, aussi bien au Québec que dans la francophonie.

## Biographie
Joseph Vianney Marc Favreau nait en 1929. Il est le fils de Paul Favreau, architecte, et Esther Renaud.
Marc Favreau a fait des études au Collège de Victoriaville et à l'Académie Querbes d'Outremont : il veut se diriger vers la réalisation de décors de théâtre et de télévision.
En 1950, il commence sa carrière de comédien au Théâtre du Nouveau Monde à Montréal, dans Dom Juan de Molière, où il tient le rôle de Pierrot. Au même moment, il débute à la télévision dans Le Survenant et 14, rue de Galais.
À partir de 1958, après un séjour à Paris, il obtient le rôle de Sol dans l'émission La Boîte à surprises de Radio-Canada. Dans le cadre de cette émission, il fera partie de plusieurs duos de clowns : Bim et Sol, Sol et Bouton et Sol et Biscuit,. De 1963 à 1967, Marc Favreau incarnera également le rôle de Berlingot dans les Croquignoles. De 1968 à 1971, il reprendra son rôle de Sol dans la série Sol et Gobelet.
En 1970 il fait l'acquisition d'un terrain à Abercorn, ce qui lui permettra de se ressourcer pas trop loin de Montréal dans la nature paisible où abondent les chevreuils.
Dans les années suivantes, soit sur une période de trente ans, il reprend le personnage sur différentes scènes à travers le Canada, la France, la Belgique et autres pays francophones. Il réalisa quelques albums, dont Je mégalomane à moi-même, en 1977.
Il décède du cancer à l'âge de 76 ans à l'Hôpital Notre-Dame de Montréal. Il était marié à la comédienne Micheline Gérin.
Une bibliothèque, portant son nom, est aménagée sur le site des anciens ateliers municipaux au 500 boulevard Rosemont à Montréal en 2012.
Il a été membre de l'ordre des francophones d'Amérique.
Une école dans le quartier Notre-Dame-De-Grâce porte aussi son nom en hommage.

## Le personnage de Sol
Sol « prend les mots pour d'autres », les mélange et les malaxe pour le plus grand délice de son public, et pour mieux lui dépeindre à quel point il (lui, le public) est en train de mettre le monde tout à l'envers. Il n'a accepté d'endosser qu'une seule cause durant les quelque quarante-sept années de bonheur qu'il a offerts aux francophones de tous âges : la préservation de l'eau. « Nous avons envers elle une conduite imbuvable ! »
Bien que créé au Québec et populaire dans tout le Canada français, Sol utilise peu de québécismes et ses monologues sont généralement compris dans toute la francophonie.

### Citations
- « On a beau avoir fait le sot toute sa vie, le plus dur c'est le dernier moribond. »[6],[7]
- « Si tous les poètes voulaient se donner la main, ils toucheraient enfin des doigts d'auteur ! »[6],[7]
- « La vanille appartient à ceux qui se lèvent tôt; il faudrait écrire ça tous les soirs dans son cornet. »[6],[7]
- « Si vous donnez à un pirate de l'air, faut pas vous attendre à ce qu'il vous rende la pareille ! »[8]
- « J'assomme mes responsabilités. »[6]
- « À force de se faire traiter de vagabond à rien... »[7]
- « Je m'égalomane à moi-même... ! »[7]
- « Les photographes font tout un plat de leurs lentilles, et ensuite ils courent travailler au noir. Ça n'impressionne personne ! »

## Théâtre
- 1959 Les Plaideurs de Racine, au Théâtre-Club
- 1966 Le Jeu de l’Amour et du Hasard de Marivaux, à la NCT
- 1967 Love de Murray Shisgall, au Théâtre de Quat'sous
- 1969 Faut jeter la vieille de Dario Fo, au TNM
- 1970 Les Archanges de Dario Fo, au TNM
- 1971 Comedia dell’Arte de Marc Favreau, à la NCT
- 1973 Auguste, Auguste, Auguste de Pavel Kohout, à la NCT
- 1980 Pauvre assassin de Pavel Kohout, Compagnie Duceppe
- 1985 Mort d'un anarchiste, de Dario Fo, Compagnie Duceppe[9].
- 1992 Ubu-Roi d'Alfred Jarry, à la NCT

## Télévision et cinéma

### Acteur
- 1954 : 14, rue de Galais (TV) : Robert Samson
- 1954-1960 : Le Survenant (TV) : Beau-Blanc
- 1958-1967 : La Boîte à surprises : Bim et Sol; Sol et Bouton; Sol et gobelet : Sol
- 1958 : Turlupin voyage: émission estivale explorant diverses régions surtout d'Europe. Avec Marc Favreau, Jacques Létourneau, Jeanne Demons, Françoise Graton, Y. Thibautôt, Christiane Ranger et plusieurs autres comédiens.
- 1960 : La Côte de sable (TV) : un journaliste
- 1962-1964 : Les Enquêtes Jobidon (TV) : Stanislas Léveillé
- 1963-1967 : Les Croquignoles : Berlingot
- 1965 : Give Me a Hand
- 1965-1970 : Cré Basile (TV) : Michel Couture
- 1966 : This Is No Time for Romance
- 1968-1971 : Sol et Gobelet (TV) : Sol
- 1972 : Les Indrogables
- 1972-1975 : Les Forges de Saint-Maurice (TV) : Rabouin
- 1975 : Bye Bye (TV) Sol
- 1978 : Parlez-moi (en) (TV Ontario) : Sol
- 1986 : J'ai pas dit mon dernier mot
- 1990 : La Fille du maquignon (TV)
- 1993 : Scoop II (TV) Ti-Jean
- 2000 : Le Chapeau ou l'Histoire d'un malentendu

### Scénariste
- 1975 : Bye Bye (TV)
- 1986 : J'ai pas dit mon dernier mot

## Discographie

### Albums 33 tours
- Enfin Sol, Barclay, 80160, 1973.

Les cadeaux. Le bout d’jouet. La transe canadienne. Le solide à terre. Les œufs limpides. L’adversité.
- La Rétrovision - Monologue de Sol, Radio-Canada, CT-39473, 1973. 33 tours de 7 pouces.

Monologue créée par Sol - Marc Favreau, lors de l'émission Vingt ans déjà ! présenté à la télévision de Radio-Canada, le 24 décembre 1972; et présenté à l'occasion de l'inauguration de la Maison de Radio-Canada le 5 décembre 1973.
- Sol : interdit aux adultes, Fantel, FA 49401.

Un texte de Marc Favreau, avec la voix de YOYO, Micheline Gérin, sur une musique originale d’Emmanuel Charpentier, interprétée au ukulélé par le compositeur.
- Avec Sol : Rien détonnant (1re partie), Barclay, 80217, 1975.

Comment la grande noire sœur devint la belle trop mince. Travaller c’est dur (surtout quand on sait rien faire). Le crépuscule des vieux.
- Avec Sol : Rien détonnant (2e partie), Barclay, 80229, 1975.

Complainte au garnement. La pôvre petite couleur. Le photograve. L’odieux visuel. Le fier monde. La grande déception mondaine. La démocrasseuse.
- Sol Rien détonnant…, Kébec-Disc, KDL6470, 1978.

Le solide à terre. L’adversité. Le crépuscule des vieux. Le photograve. L’odieux visuel. Le fier monde (et la grande déception mondaine)
- « Je m’égalomane à moi-même..! », RCA, Kébec-disc, PL 37691, 1982.

Y a pas de feu sans fumée. Faut faire l’enfant. Couchemar psychaotique (Sur la pochette on lit plutôt « cauchemar psychaotique »). La cellulite. La clef anglaise. Fleur de fenouil. Cinémalomanie.
- « Sol sur Seine », RCA, Kébec-disc, KD-576, 1983.

Y a pas de feu sans fumée. Faut faire l’enfant. Couchemar psychaotique. Le retour aux souches. La clef anglaise. Fleur de fenouil. Cinémalomanie.
- « …Je grandis Je grandis J’ose Je grandiose Je mégalomane à moi-même..! », Kébec Disc, SOL 933-934. (Album contenant deux microsillons.)

Monsieur le précédent. Souvenirs d’un manteau. Les oisifs. Le géant de l’air. Les colombes. Comment dompter son manteau. Lettre à un absent manteau. Un manteau ne revient jamais seul. À une petite marie honnête. Qu’arrive au monde. La purée culture. Petit rêve. Couchemard sur une psycatalogne. Le bourreau. La clef anglaise. Le néant verbal. Mur-à-Mur et porte-à-porte. La cellulite. Fleur de fenouil. Trêve de valse. Cinémalomanie.
- L’univers est dans la pomme, Distribution select, PU- 1001.

Le paradoxe. Les indigents. L’électroluxe. L’altesse de l’air. Le costaunaute.
- Les œufs limpides…, RCA, Kébec-disc, KDL 6495, 1979.

Flûte alors..! Les œufs limpides. La cellulite. Pôvre couleur. Les oisifs. Crochemar sur une psycatalogue.

### Disques compacts
- Sol/Marc Favreau: Faut d'la fuite dans les idées, Universol, enregistré au D.L.P. Dejajet, vers 1993.
- Sol: le retour aux souches : « Extraits de spectacles - 1973-1986 », Analekta, 1993.
- Sol : Je Persifle et je singe, Firma, Universol, Analekta, enregistré à la Maison des Arts de Laval, Québec, le 6 septembre 1996.
- Sol: le retour aux souches... La suite : « Extraits de spectacles - 1986-1996 », Analekta, Sodec, Musicor, 2001.

CD I. Le premier venu. L'appel de la carrière. La justice sans balance. L'altesse de l'air. Le costaunaute.
CD II. Le dispendieu. La carte de crédule. Le fou du roi. Fleur de fenouil. L'archimec. Médicalmant parlant. La plainte aquatique.
- Sol: le moule de la poule c'est l'œuf !, avec Sol et Yoyo, Analekta, 2006. Reprise de l'album 33 tours Sol : interdit aux adultes.

C'est moi, le pôvre clown, toujours Sol. Une craque à luette? Complainte mélancolique de la pauvre cacahuète. L'œuf, il vient d'où ? Le moule de la poule, c'est l'œuf ! Le commencing. De mon arbre génial logique. La grande flotte. La broutche.Vermouilleusement esstradinaire, la musique. Les noiseaux.
- Sol et Gobelet: chanson-thème de l'émission, Marc Favreau et Luc Durand, musique d'Herbert Ruff, paroles de Luc Durand, Imavision et Radio-Canada Télévision.

## Ouvrages
- 1974 : Esstradinairement vautre, Sol : délire et graffiti, Éditions L'Aurore
- 1978 : Rien d'étonnant avec Sol !, Éditions Alain Stanké
- 1979 : Sol: Les Œufs limpides, Éditions Alain Stanké
- 1982 : Je m'égalomane à moi-même..!, Éditions Alain Stanké
- 1984 : Les jeux de mots: étude comparative des jeux de mots chez R. Devos et Sol / Marc Favreau, Université de Nice Section de linguistique
- 1987 : L'univers est dans la pomme, Éditions Alain Stanké
- 1993 : Faut d'la fuite dans les idées, Éditions Alain Stanké
- 1997 : Presque tout Sol, Éditions Alain Stanké
- 1997 : Commedia dell'arte ou la Combine de Colombine, Éditions Alain Stanké (pièce de théâtre pour enfants)
- 2000 : Marc Favreau par lui-même, Éditions Alain Stanké
- 2002 : Marc Favreau et Luc Durand, Sol et Gobelet, Québec, Stanké / Québecor Média, 2002, 262 pages.
- 2007 : Georges-Hébert Germain, L'Homme au déficient manteau (biographie de Marc Favreau), Libre Expression, 2007, 296 p.
- 2016 : Comment va le monde ?, Paris, Éditions Camino Verde, livre 52 p. + disque  (ISBN 9791090267176). Ensemble des textes du spectacle du même nom et son enregistrement public par la comédienne française Marie Thomas, mise en scène par Michel Bruzat et créé à Limoges (France) en décembre 2014.
- 2021 : Pôvre vieille démocrasseuse, Paris, Éditions Camino Verde, livre 48 p.  (ISBN 9791090267534). Ensemble des textes du spectacle du même nom, créé en décembre 2021 à Limoges (France).
- 2023 : Le Retour aux souches, Paris, Éditions Camino Verde, livre 48 p.  (ISBN 9791090267633). Ensemble des textes du spectacle du même nom, créé en décembre 2023 à Limoges (France).

## Prix et distinctions
- 1989 - Médaille de l'ordre des francophones d'Amérique
- 1995 - Chevalier de l'Ordre national du Québec[10]
- 1998 - Chevalier de l'ordre de la Pléiade
- 1999 - Prix Georges-Émile-Lapalme, soulignant une contribution remarquée pour l'amélioration de la langue française au Québec
- 2000 - Prix SACD
- 2003 - Officier de l'ordre du Canada[11]